# Baloise Session
Die Baloise Session (bis 2012 unter dem Namen AVO Session Basel) ist ein Indoor-Musik-Festival in der Schweiz, an dem internationale sowie nationale Stars in einer Clubtisch-Atmosphäre auftreten. Das Festival mit internationaler Ausstrahlung findet jährlich im Oktober/November in Basel statt. Veranstalter ist die Session Basel AG.
Als Besonderheit dieses Basler Musikevents gilt neben der Nähe zu den Stars auch die Kombination von zwei oder drei Künstlern pro Konzertabend, die in einem spezifischen Bezug zueinander stehen und so den Gästen eine musikalische Geschichte erzählen. Damit wird den Besuchern ein thematischer Abend präsentiert, mit Künstlern, die einen ähnlichen stilistischen, geschichtlichen oder geographischen Hintergrund haben oder eine andere Gemeinsamkeit aufweisen.
Die Musikclub-Bestuhlung mit Kerzenlicht, die teils speziellen Programmkombinationen sowie die grossen Namen im kleinen Rahmen werden vom Veranstalter als das Markenzeichen der Baloise Session bezeichnet. Die Gesamtauslastung liegt seit Jahren bei 95 bis 100 %.
Beatrice Stirnimann ist CEO und Inhaberin. Sie ist seit dreissig Jahren mit der Baloise Session verbunden. 2024 betrug das Budget rund 8 Mio. Franken.

## Gründung
Die Baloise Session entstand aus der im Herbst 1985 von Enrico Bonometti, Matthias Müller († 2016) und Stephan Werthmüller gegründeten Rheinknie Session. Die erste Ausgabe des Festivals im Mai 1986 startete mit fünf ausverkauften Konzerten mit Künstlern wie Oscar Peterson, Albert Collins und Koko Taylor. Im darauf folgenden Jahr traten unter anderem Fats Domino und Buddy Guy auf. 

## Regionale Etablierung
Mit der Verpflichtung von Miles Davis wurde 1988 ein wegweisender Meilenstein gesetzt. Daraufhin wurde der Musik-Event mit seiner stilistischen Ausrichtung auf Blues, Jazz und Gospel erstmals auch ausserhalb der Nordwestschweiz zur Kenntnis genommen. Musiker wie Dizzy Gillespie, Michel Petrucciani und Herbie Hancock traten in Basel auf und Claude Nobs (Montreux Jazz Festival) trat ins Patronatskomitee des Festivals ein.

## Schritt zum nationalen Festival
Im Jahr 1995 entschloss sich das Festivalmanagement, mittelfristig eine inhaltliche sowie optische Neupositionierung anzustreben. Das Festivalimage wurde verjüngt, die stilistische Ausrichtung durch World Music, Soul und Funk erweitert und es wurde mehr Wert auf die Verpflichtung internationaler Künstler gelegt.
In den Folgejahren waren an dem Festival Künstler zu Gast wie Bob Geldof (1998); Ray Charles, Candy Dulfer (1999); James Brown (2000); Chris de Burgh, Candy Dulfer (2001); Paolo Conte, Candy Dulfer (2002); Deep Purple, Solomon Burke, Marcus Miller (2003); Lionel Richie, Lucio Dalla (2004); Simply Red, Francesco De Gregori, Candy Dulfer (2005); Elton John, Herbie Hancock, Pink (2006); Dolores O’Riordan, Patti Austin, Joe Cocker, Mark Knopfler, Katie Melua, Chuck Berry (2007); Jethro Tull, Zucchero, Amy Macdonald, Michael Bolton, Cyndi Lauper, Gary Moore (2008); Grace Jones, Tom Jones (2009); Jamiroquai, Mary J. Blige, Sheryl Crow (2010); John Hiatt, Sonny Landreth, Liza Minnelli, Daniela Mercury, Paul Anka, Stephan Eicher, Laura Pausini (2011); Rod Stewart, Herbie Hancock, Alice Cooper, Katie Melua, Dionne Warwick (2012); Birdy, Eric Clapton, Gloria Estefan, Randy Crawford (2013); Bryan Ferry, Amy Macdonald, Foreigner, James Blunt, Leona Lewis, Lisa Stansfield (2014); Toto, Candy Dulfer, Iggy Pop, Rebecca Ferguson, Sarah Connor (2015); Francesco De Gregori, Iggy Pop, Norah Jones, Marcus Miller, Alvaro Soler, John Newman, Marcus Miller, Brian Wilson (2016); Alicia Keys, Madness, Imelda May, Chris Rea, Manfred Mann’s Earth Band, Nelly Furtado (2017); Tribalistas, Lauryn Hill, John Legend, Beth Hart, Candy Dulfer (2018), Dido, Michael Patrick Kelly , Snow Patrol, Rag ’n’ Bone Man, Herbert Grönemeyer (2019). OneRepublic (2022). Jessie J, Norah Jones, Ellie Goulding, Passenger (2023), Take That, Seal, Sophie Ellis-Bextor, Natalie Imbruglia (2024).

## TV- und Radioausstrahlung

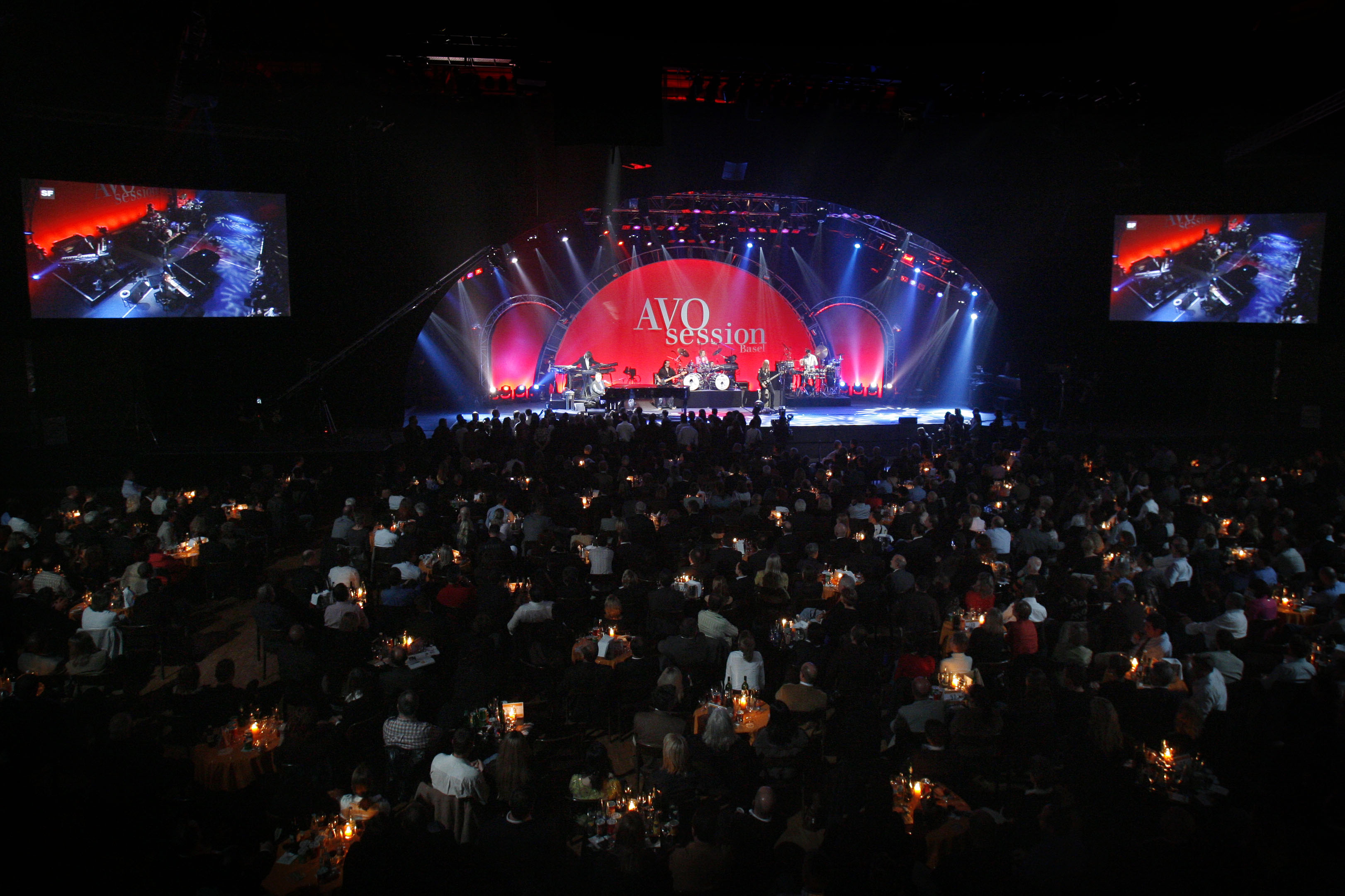
Konzert an der Avo Session Basel 2006

Es werden sämtliche Konzerte integral aufgezeichnet und weltweit in über 140 Ländern auf allen 5 Kontinenten veröffentlicht. Dadurch ist das Basler Musikfestival auch in Ländern wie Japan, Argentinien oder China zu sehen. Besondere Programm-Highlights werden von Eurovision oder ARTE live übertragen. Die Aufnahmen sind temporär über Arte (Arte Concert) verfügbar. 2006 fand mit Sir Elton John die erste Eurovision-Übertragung des Festivals statt. Darauf folgte im Jahr 2007 die europaweite Live-Übertragung des Konzerts mit Katie Melua. Es folgten u. a. Live-Streams der Konzerte von Alicia Keys und Lauryn Hill. Diverse Konzerte wurden auf Radio SRF 1 und SRF 3 ausgestrahlt. Einige Konzerte sind auf DVD erhältlich.

## Namensänderung 2013
Bis 2012 hiess das Festival 15 Jahre lang AVO Session Basel, benannt nach der Marke AVO Cigars des bis dahin präsentierenden Sponsors, der Oettinger Davidoff Group. Aufgrund einer geänderten Rechtslage, welche jegliche Werbung für Tabakprodukte in der Öffentlichkeit verbietet, war eine Weiterführung des Titelsponsorings nicht mehr möglich. Aus dem gleichen Grund musste das Basler Tennisturnier Davidoff Swiss Indoors in Swiss Indoors umbenannt werden.
Seit 2013 heisst das Festival Baloise Session, da seitdem Baloise als präsentierender Sponsor des Musikfestivals auftritt. Der Vertrag für die Baloise Session lief zunächst fünf Jahre und wurde bis 2025 verlängert.